# 7. ulanski polk (Avstro-Ogrska)
Za druge 7. polke glejte 7. polk.
7. ulanski polk (izvirno nemško Galizisches Ulanen Regiment »Erzherzog Franz Ferdinand« Nr. 7; dobesedno slovensko: Galicijski ulanski polk »Nadvojvoda Franc Ferdinand« št. 7) je bil konjeniški polk k.u.k. Heera.

## Zgodovina
Polk je bil ustanovljen leta 1758. 

### Prva svetovna vojna
Polkovna narodnostna sestava leta 1914 je bila sledeča: 72% Rutencev, 22% Poljakov in 6% drugih.
Naborni okraj polka je bil v Lembergu, pri čemer so bile polkovne enote garnizirane v Stockerauu.

## Poveljniki polka
- 1859: Peter Leopold Spannocchi[4]
- 1865: Rudolph von Berlichingen[5]
- 1879: Wilhelm Gradl[6]
- 1914: Ernst Primavesi[7]